# Буквица восточная
Буквица восточная (лат. Betonica orientalis) — многолетнее травянистое растение; вид рода Буквица (Betonica) семейства Яснотковые.

## Ботаническое описание

### Дифференциация вида
Betonica orientalis легко отличить от Betonica officinalis (буквицы лекарственной) по войлокоподобным волоскам (распознаваемым под микроскопом как звёздчатые волоски). Ближайшим морфологическим родственником в Европе является Betonica scardica с Балканского полуострова.

### Морфология
Многолетнее травянистое растение высотой от 30 до 60 см. Образует подземное узловатое корневище. Вертикальный, грубый стебель покрыт извилистыми щетинистыми волосками. Листья базальной розетки длинночерешковые, как и нижние листья, черешки волосистые. Листовые пластинки овально-ланцетные, сердцевидные у основания лопасти, округлые на верхушке и зубчатые. Верхняя поверхность листа зелёная, с рассеянными волосками, снизу чётко жилкованная, серая, с обильно расположенными звездчатыми волосками.
В северном полушарии цветёт в июле. Соцветие очень плотное, компактное, удлинённое, копьевидное. Почти сидячие прицветники яйцевидно-ланцетные, густо покрыты звёздчатыми волосками и простыми конечными волосками, длиной до цветков или короче их. Гермафродитные цветки зигоморфны с двойным околоцветником. Чашелистики длиной 13 мм на 2/3–3/5 длины широко трубчатые. Фиолетовый венчик двугубый. Трубка венчика покрыта рассеянными волосками. Верхняя губа такая же длинная или короче нижней. Нижняя губа имеет широко округлую центральную долю и округлые боковые доли. Тычинки и рыльце выступают над венчиком.

## Распространение и среда обитания
Встречается на Кавказе в южном и восточном Закавказье и в целом распространена от восточной Турции до северо-западного Ирана.
Произрастает на сухих склонах и в кустарниковых зарослях.

## Таксономия
Betonica orientalis была впервые научно описана в 1753 году Карлом Линнеем. Голотип находится в Линнеевском гербарии в Лондоне. Линней лишь указал, что этот вид происходит с «Востока». Видовой эпитет orientalis происходит от латинского слова «Orient», обозначающего Малую Азию.
Синонимами Betonica orientalis L. являются: Betonica macrostachya Wender, Stachys longifolia Benth.